# Norman J. Holter
Norman Jefferis Holter, detto Jeff (Helena, 1º febbraio 1914 – 21 luglio 1983), è stato un fisico statunitense.
È noto per aver inventato il monitor Holter, un dispositivo portatile per monitorare continuamente l'attività elettrica del cuore per 24 ore o più. Holter donò i diritti della sua invenzione alla medicina.

## Biografia
Holter si laureò all'Università della California a Los Angeles in chimica, nel 1937. In seguito conseguì la laurea in fisica alla University of Southern California. Continuò la sua formazione presso l'Università di Heidelberg (Germania), l'Università di Chicago, l'Istituto di studi nucleari di Oak Ridge e la Medical School dell'Università dell'Oregon.
Durante la seconda guerra mondiale Holter servì come senior physicist della Marina degli Stati Uniti, studiando le caratteristiche delle onde. Nel 1946 guidò un gruppo di ricerca del governo coinvolto nei test della bomba atomica all'atollo di Bikini.
Dopo la guerra continuò a lavorare presso la Commissione per l'energia atomica degli Stati Uniti d'America e fu presidente della Società di medicina nucleare dal 1955 al 1956. Nel 1964 divenne professore ordinario presso la Università della California, San Diego, dove coordinò l'attività dell'Istituto di Geofisica e fisica planetaria. Nel 1979, l'Associazione per l'avanzamento della strumentazione medica (AAMI) assegnò a Holter il premio AAMI Foundation Laufman-Greatbatch per i suoi contributi alla tecnologia medica.
Holter era il figlio e nipote, rispettivamente, dei pionieri del Montana Norman B. Holter e Anton M. Holter. Numerosi monumenti a Helena e nei dintorni portano il nome della sua famiglia. Tra questi ci sono il Museo d'arte Holter, la diga Holter e il lago Holter. Il Museo d'arte Holter è ampiamente riconosciuto come il primo Museo d'arte occidentale moderno negli Stati Uniti e attira il talento e l'attenzione delle folle internazionali.